# HTV-5
HTV-5 eller Kounotori 5 (japanska: こうのとり5号機), var Japans femte H-II Transfer Vehicle, uppskjutningen skedde den 19 augusti 2015, med en H-IIB raket. Ombord fanns bland annat förnödenheter, experiment och reservdelar. Efter att farkosten anlänt till Internationella rymdstationen, dockades den med stationen, med hjälp av Canadarm2, den 24 augusti 2015.
Efter att ha fyllts med sopor lämnade farkosten, rymdstationen den 28 september 2015, och brann planenligt upp i jordens atmosfär den 29 september 2015.
Farkostens japanska namn kounotori betyder "amurstork" på japanska.

### Fotnoter
1. ↑  ”NASA Space Science Data Coordinated Archive” (på engelska). NASA. https://nssdc.gsfc.nasa.gov/nmc/spacecraft/display.action?id=2015-038A. Läst 2 mars 2020.